# Дампьер (Об)
Дампье́р (фр. Dampierre) — коммуна во Франции, находится в регионе Шампань — Арденны. Департамент — Об. Входит в состав кантона Рамрюпт. Округ коммуны — Труа.
Код INSEE коммуны — 10121.
Коммуна расположена приблизительно в 155 км к востоку от Парижа, в 50 км южнее Шалон-ан-Шампани, в 36 км к северо-востоку от Труа.

## Население
Население коммуны на 2008 год составляло 298 человек.
| 1962 | 1968 | 1975 | 1982 | 1990 | 1999 | 2008 |
| ---- | ---- | ---- | ---- | ---- | ---- | ---- |
| 327  | 327  | 302  | 320  | 283  | 302  | 298  |

## Экономика
В 2007 году среди 178 человек в трудоспособном возрасте (15—64 лет) 116 были экономически активными, 62 — неактивными (показатель активности — 65,2 %, в 1999 году было 66,3 %). Из 116 активных работали 111 человек (68 мужчин и 43 женщины), безработных было 5 (1 мужчина и 4 женщины). Среди 62 неактивных 18 человек были учениками или студентами, 25 — пенсионерами, 19 были неактивными по другим причинам.

## Достопримечательности
- Церковь Сен-Пьер-э-Сен-Поль[фр.] (XVI век). Памятник истории с 1913 года[3]
- Замок Дампьер[фр.] (XVI век). Памятник истории с 1929 года[4]